# New Jack City
Pour les articles homonymes, voir New Jack (homonymie).
Pour plus de détails, voir Fiche technique et Distribution.
New Jack City est un film américain réalisé par Mario Van Peebles et sorti en 1991. Il s'agit du premier long métrage réalisé par l'acteur.

## Synopsis
En quelques années, Nino Brown s'est imposé comme le maître absolu d'un puissant gang de dealers à Harlem, les Cash Money Brothers. Violence et corruption sont ses armes de prédilection. Il contrôle et organise le marché du crack de New York, n'hésitant pas à chasser les habitants des immeubles pour les transformer en gigantesque laboratoires clandestins. Deux officiers de police, Scotty Appleton et Nick Peretti, unissent leurs efforts pour venir à bout de Nino et de son dangereux gang. Tous deux ont eu à souffrir personnellement de la drogue. L'un pour avoir été lui-même toxicomane, l'autre parce que sa mère a été assassinée par un drogué…

## Fiche technique
- Titre original et français : New Jack City
- Réalisation : Mario Van Peebles
- Scénario : Thomas Lee Wright, Barry Michael Cooper
- Musique : Vassal Benford, Michel Colombier
- Photographie : Francis Kenny
- Montage : Steven Kemper (de)
- Production : James Bigwood, Suzanne Broderick, Fab Five Freddy, Preston L. Holmes, George Jackson, Doug McHenry & Dwight Williams
- Sociétés de production : Jacmac Films et Warner Bros.
- Société de distribution : Warner Bros.
- Budget : 8 500 000 $
- Pays de production :  États-Unis
- Genre : drame, film de gangsters
- Langue : anglais
- Format : Couleur - Dolby - 35 mm - 1.85:1
- Date de sortie :
  - États-Unis : 8 mars 1991
  - France : 10 juillet 1991

## Distribution
- Wesley Snipes (VF : Jacques Martial)[1] ; (VQ : Jean-Luc Montminy) : Nino Brown
- Ice-T (VF : JoeyStarr ; VQ : Benoît Rousseau) : Scotty Appleton
- Allen Payne (VQ : Marc Labrèche) : Gee Money
- Mario Van Peebles (VF : Pascal Légitimus ; VQ : Manuel Tadros) : Stone
- Judd Nelson (VF : Emmanuel Karsen ; VQ : Patrick Peuvion) : Nick Peretti
- Chris Rock (VQ : Vincent Graton) : Pookie
- Christopher Williams : Kareem Akbar
- Michael Michele (VQ : Linda Roy) : Selina
- Bill Nunn (VQ : Jacques Lavallée) : Duh Duh Man
- Vanessa Williams (VQ : Johanne Léveillé) : Keisha
- Anthony DeSando (VF : Gérard Berner) : Frankie Needles
- Russell Wong (VF : Lionel Henry ; VQ : François Godin) : Park
- Bill Cobbs (VF : Robert Liensol ; VQ : Yves Massicotte) : le vieil homme
- Tracy Camilla Johns : Uniqua
- Thalmus Rasulala (VF : Med Hondo) : le commissaire de police
- John Aprea (VF : Jacques Richard) : Don Armeteo
- Phyllis Yvonne Stickney (VF : Maïk Darah) : Hawkins
- Leo O'Brien : l'enfant sur le perron
- Eek-A-Mouse : Fat Smitty

Référence VQ : Doublage Québec (http://www.doublage.qc.ca/p.php?i=162&idmovie=2165)

## Production

### Genèse et développement
Le scénario s'inspire notamment du gang Chambers Brothers (en), qui gérait le trafic de crack à Détroit dans les années 1980. Le scénariste Barry Michael Cooper  avait découvert leur histoire après avoir visité la ville. Il s'inspire également de l'organisation Young Boys Inc..
Après avoir tourné dans Le Maître de guerre (1986), Mario Van Peebles s'est lié d'amitié avec Clint Eastwood. Ce dernier a été d'un grand soutien auprès de Warner Bros., qui était séduit par le scénario mais ne voulait pas avoir un acteur/réalisateur si peu connu. Clint Eastwood a insisté et le projet a été validé.

### Attribution des rôles
Wesley Snipes préférait jouer le policier Scotty Appleton. Cependant, Mario Van Peebles et Barry Michael Cooper ont insisté pour lui confier le rôle de Nino Brown, écrit spécialement pour lui. Barry Michael Cooper l'avait découvert dans le clip de la chanson Bad de Michael Jackson. Blair Underwood aurait également été envisagé.
Le film marque les débuts à l'écran de Vanessa A. Williams et Phyllis Yvonne Stickney. Martin Lawrence a auditionné pour le rôle de Pookie et Vivica A. Fox pour les rôles de Selina et Keisha. Tupac Shakur a passé une audition pour incarner Gee Money, mais il a été jugé trop jeune par rapport à Wesley Snipes. Johnny Depp a été envisagé pour interpréter Nick Peretti, mais il était trop cher.

### Tournage
Le tournage a lieu à New York (Bronx, le port) et ses environs (Hempstead House (en) à Port Washington, Grant's Tomb, Manhattan).

## Bande originale
Singles
1. I'm Dreamin'
Sortie : 20 février 1991
2. I Wanna Sex You Up
Sortie : 2 mars 1991

La bande originale du film est publiée par Giant Recors et Reprise Records et distribuée par Warner Bros. Records. L'album des chansons d'artistes Hip-hop/R'n'B. Le titre du film fera d'ailleurs émerger le terme de new jack swing.
L'album est notamment porté par le tube de Color Me Badd, I Wanna Sex You Up. Par ailleurs, l'album arrivera à la deuxième place du Billboard 200 et à la première du Top R&B/Hip-Hop Albums. L'album sera certifié disque de platine aux Etats-Unis.
| Liste des titres | Liste des titres                            | Liste des titres                                                            | Liste des titres                        | Liste des titres | Liste des titres | Liste des titres | Liste des titres | Liste des titres | Liste des titres |
| No               | Titre                                       | Auteur                                                                      | Interprète(s)                           | Durée            |                  |                  |                  |                  |                  |
| ---------------- | ------------------------------------------- | --------------------------------------------------------------------------- | --------------------------------------- | ---------------- | ---------------- | ---------------- | ---------------- | ---------------- | ---------------- |
| 1.               | New Jack Hustler (Nino's Theme)             | Tracy Lauren Marrow, Low Profile                                            | Ice-T                                   | 4:25             |                  |                  |                  |                  |                  |
| 2.               | I'm Dreamin'                                | Stanley Brown, B. Durell Edwards                                            | Christopher Williams                    | 5:02             |                  |                  |                  |                  |                  |
| 3.               | New Jack City                               | Aaron Hall, Teddy Riley, Bernard Belle                                      | Guy                                     | 3:30             |                  |                  |                  |                  |                  |
| 4.               | I'm Still Waiting                           | H. Randall Davis                                                            | Johnny Gill                             | 3:58             |                  |                  |                  |                  |                  |
| 5.               | (There You Go) Tellin' Me No Again          | Keith Sweat, Bobby Wooten                                                   | Keith Sweat                             | 5:03             |                  |                  |                  |                  |                  |
| 6.               | Facts of Life                               | Carl McIntosh, T. Jacobs, Danny Madden, Keith Nicholas                      | Danny Madden                            | 4:13             |                  |                  |                  |                  |                  |
| 7.               | For the Love of Money / Living for the City | Kenneth Gamble, Leon Huff, Anthony Jackson, Stevie Wonder                   | Troop et LeVert featuring Queen Latifah | 5:45             |                  |                  |                  |                  |                  |
| 8.               | I Wanna Sex You Up                          | Elliot Straite                                                              | Color Me Badd                           | 4:03             |                  |                  |                  |                  |                  |
| 9.               | Lyrics 2 the Rhythm                         | Joseph Saddler, Tyrone Armstrong, Ray Smith, Teena Marie, Tamara Hutchinson | Essence                                 | 4:06             |                  |                  |                  |                  |                  |
| 10.              | Get It Together (Black Is A Force)          | Amery Ware, Al B. Sure!, Joseph Brim                                        | F.S. Effect                             | 4:24             |                  |                  |                  |                  |                  |
| 11.              | In the Dust                                 | Chris Wong Wong, Mark Ross, Luther Campbell, Michael McCray, Rodney Terry   | 2 Live Crew                             | 3:54             |                  |                  |                  |                  |                  |
| 48:42            |                                             |                                                                             |                                         |                  |                  |                  |                  |                  |                  |

## Adaptation théâtrale
En septembre 2022, le producteur Je'Caryous Johnson (en) annonce une adaptation en pièce de théâtre du film, New Jack City: Live on Stage, après le succès d'un projet similaire autour du film Le Prix à payer (1996). Alors qu'Allen Payne reprend son rôle de Gee Money, Treach (de Naughty by Nature) est Nino Brown, Flex Alexander est Pookie, Big Daddy Kane est Stone alors que Gary Dourdan incarne Scotty. La première a lieu en octobre 2022 à Infinite Energy Arena d'Atlanta, avant une tournée nationale de novembre 2022 à mai 2023.